# 榎本淳平
榎本 淳平（えのもと じゅんぺい、1979年11月30日 - ）は、日本の元ラグビー選手。2016年現在関東学院大学ラグビー部のヘッドコーチを務めている。

## プロフィール
- 東京都出身。
- 現役時代のポジションはセンター(CTB)。
- 身長 181cm、体重 87kg
- ニックネームはJP[1]。
- 日本代表キャップは1。

## 略歴
1998年、保善高校卒業後、関東学院大学に入る。
2002年、関東学院大学卒業後、三洋電機ワイルドナイツ（現・パナソニック ワイルドナイツ）に加入。
2011年、現役を引退し、同年からパナソニック ワイルドナイツのバックスコーチを2年間務めた。